# Deion (Sohn des Aiolos)
Deion (altgriechisch Δηίων Dēíōn) oder Deioneus (Δηιονεύς Dēioneús) ist in der griechischen Mythologie einer der acht Söhne des Aiolos und der Enarete. Er wurde König von Phokis und vermählte sich mit Diomede, einer Tochter des Xuthos. Mit ihr hatte er die Kinder Asterodeia, Ainetos, Aktor, Phylakos und Kephalos.